# 관타나모

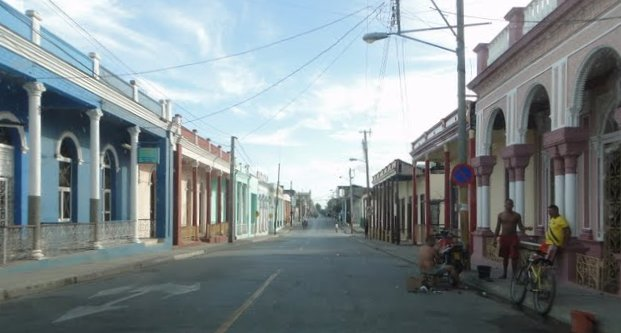
관타나모

관타나모(스페인어: Guantánamo, 문화어: 관따나모)는 쿠바 남동부의 도시로 관타나모 주의 주도이다. 미국의 해군 기지가 주둔하고 있다.

## 역사
1498년 탐험가 크리스토퍼 콜럼버스가 관타나모 만에 유럽인으로는 최초로 상륙하였고, 그 후 스페인령이 되었다가 1898년 미국-스페인 전쟁에 의해서 미국령이 되었다. 1902년 쿠바가 독립하자 1903년부터 미국이 매년 금화 2,000개를 지급하여 영구 임대하는 조약을 체결했다.
1959년 공산주의자 피델 카스트로가 집권하자 관타나모 만 해군 기지 경계 주변에는 철조망과 지뢰가 많이 설치되었고 기지 경계 주변에는 긴장이 흘렀다. 카스트로는 관타나모의 반환을 요구하였으나 미국은 1903년에 쿠바와 체결한 조약을 근거로 반환하지 않고 아직도 금화 2,000개를 쿠바에 지급하고 있다. 쿠바는 그럴 때마다 지급을 거부하며 항의의 표시를 종종 나타내기도 한다. 1962년 쿠바 미사일 위기 때는 세계의 이목을 끌기도 했다.

## 관타나모 미 해군기지
관타나모는 본래 스페인령 쿠바의 천연 요새였는데 1898년 미국-스페인 전쟁 이후에 미국이 천연 요새를 점령한 이래 1세기가 넘도록 보유하고 있다. 2001년 미국의 조지 W. 부시 대통령이 테러와의 전쟁을 선포한 이후 2002년 1월부터 미국이 아프가니스탄 등지에서 체포한 테러 조직 관련 인물들이 이곳에 수감되었다. 미군은 이곳이 미국 헌법에서 치외법권이라는 점을 이용해서 비인간적인 고문을 했다고 한다. 유엔 등은 제네바 조약 위반이라며 미국에 항의했으나 부시는 '군인도 아닌 민간인도 아닌 테러리스트'라고 답변하였다. 수감자들 중에는 무고한 사람도 많이 있다.
미국의 버락 오바마 대통령은 1년 안에 기지를 폐쇄하라고 지시했지만 미국 의회의 동의를 받지 못해 실행되지 않았다. 여러 인권 단체 등에서 인권의 사각 지대라고 비판받고 있으며, 수감자들은 가족과의 연락도 잘 안되고 수감자가 가족에게 편지를 보낸다 해도 이곳에서의 생활 등을 적은 글은 삭제되어 가족에게 전달된다.

## 같이 보기
- 미국-스페인 전쟁